# دوچواتس
دوچواتس (به صربی: Dučevac) یک منطقهٔ مسکونی در صربستان است که در Opština Babušnica واقع شده‌است. دوچواتس ۱۳۶ نفر جمعیت دارد.